# Schwalbennest (Burgruine)
Die Burgruine Schwalbennest, eigentlich Schadeck, ist die Ruine einer mittelalterlichen Hangburg in Felslage auf 190 m ü. NN bei Neckarsteinach im Landkreis Bergstraße. Sie ist die jüngste der vier Neckarsteinacher Burgen Vorderburg, Mittelburg, Hinterburg und Schwalbennest.

## Lage
Anders als die drei anderen Burgen liegt die Burgruine Schwalbennest (Schadeck) nicht auf der Bergzunge, sondern neckarabwärts an einem steil abfallenden Bergmassiv.

## Geschichte
Die Burg wurde vermutlich vom jüngsten Sohn Ulrichs I. von Steinach, Ulrich II., als vierte und jüngste Burg der vier Burgen bei Steinach errichtet. Der Bauherr musste ein großes Stück aus der Felsenwand herausbrechen lassen, um genügend Baufläche für die Burg zu erhalten. Der Name der Burg, „Schadeck“ (früher: „Schadheck“) bedeutet Schwalbennest, und von diesem Namen leitet sich der Name der Adelslinie Landschad von Steinach, zur Unterscheidung der damals noch bestehenden weiteren Linien der Herren von Steinach, ab. Nach dem Aussterben der älteren Linie gelangten die Landschad auch in den Besitz der Vorderburg, so dass die kleine Schadeck 1335 von Bligger X. und Dieter I. Landschad von Steinach jeweils zur Hälfte an die Stifte in Worms und Mainz verkauft wurde. 1350 scheint der Wormser Teil gewaltsam an Mainz gelangt zu sein. 1395 war die Burg in zersplitterten Anteilen an die Nachkommen der Söhne von Eberhard von Rosenberg, des mainzischen Vogts zu Walldürn, verpfändet, die diese Anteile wiederum teilweise an weitere niedere Adelige abtraten. 1428 befand sich die gesamte Burg im Besitz des Mainzer Erzbischofs Konrad, der sie an Dieter II. Landschad von Steinach verpfändete. Die Burg blieb im Besitz der Landschad von Steinach und ging, da das bischöfliche Pfand nicht mehr eingelöst wurde, in den Allodialbesitz der Familie über, wo die Burg bis zum Aussterben der Hansischen Hauptlinie der Landschad mit dem Tod Dieters VIII. 1625 verblieb. Dieters VIII. Tochter Eva Elisabeth, Witwe Wolf Conrads Greck von Kochendorf, verkaufte Schadeck mit den restlichen Allodien der Landschad am 6. Mai 1657 an Wolf Heinrich Metternich zu Burscheid, der von Speyer und Worms die nach dem Aussterben der Landschad eingezogenen Lehen über den Ort, Vorderburg und Mittelburg sowie die halbe Hinterburg besaß. Nach Erlöschen der Burscheider Linie der Metternich 1753 gelangte nicht nur der frühere Lehensbesitz, sondern auch Allodialbesitz und damit die Schadeck an die Stifte zu Speyer und Worms. Nach 1803 kam der territoriale Besitz der Stifte an das Land Hessen, in dessen Besitz die Burg sich bis heute befindet.

## Anlage

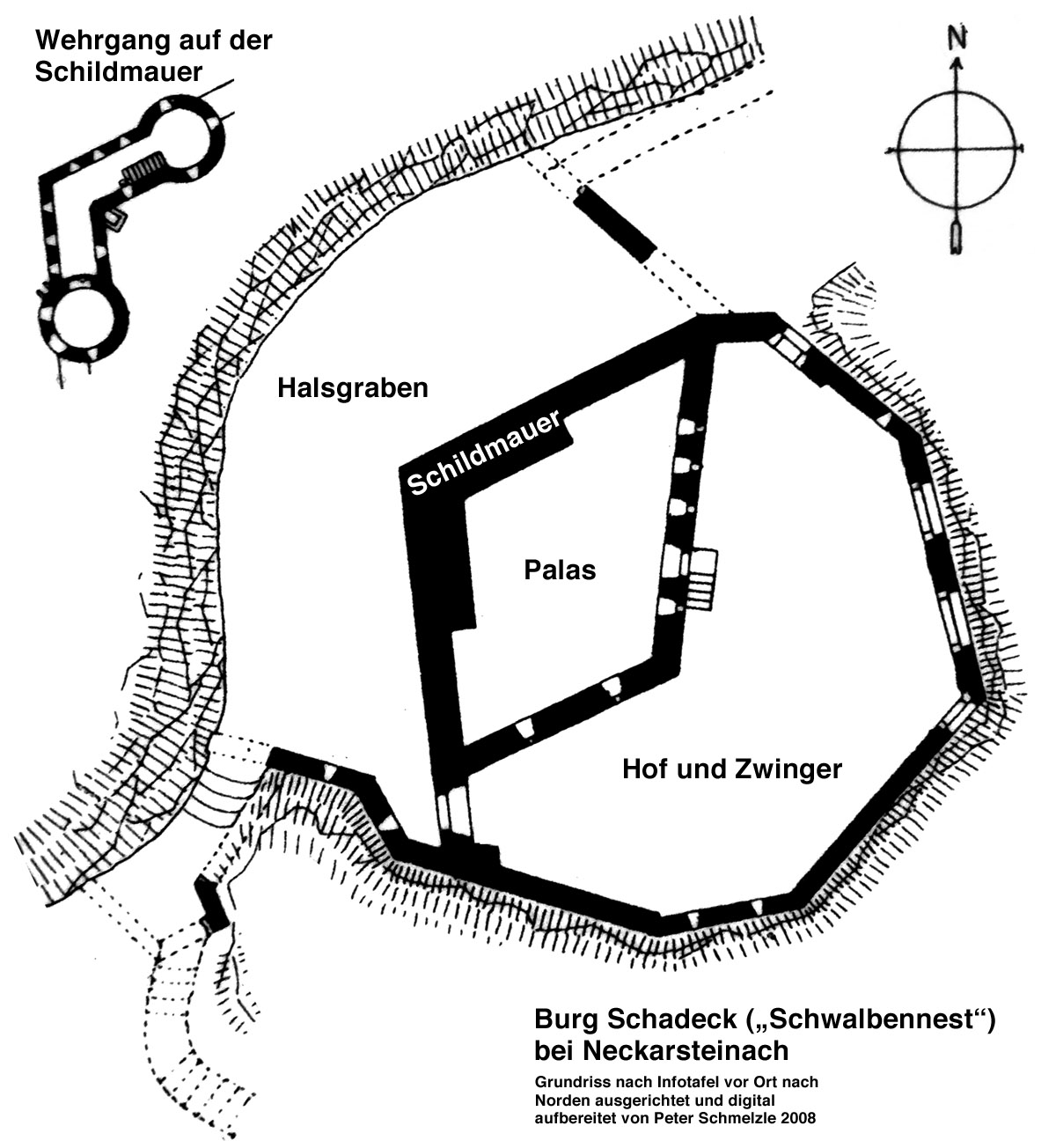
Grundriss des Schwalbennests

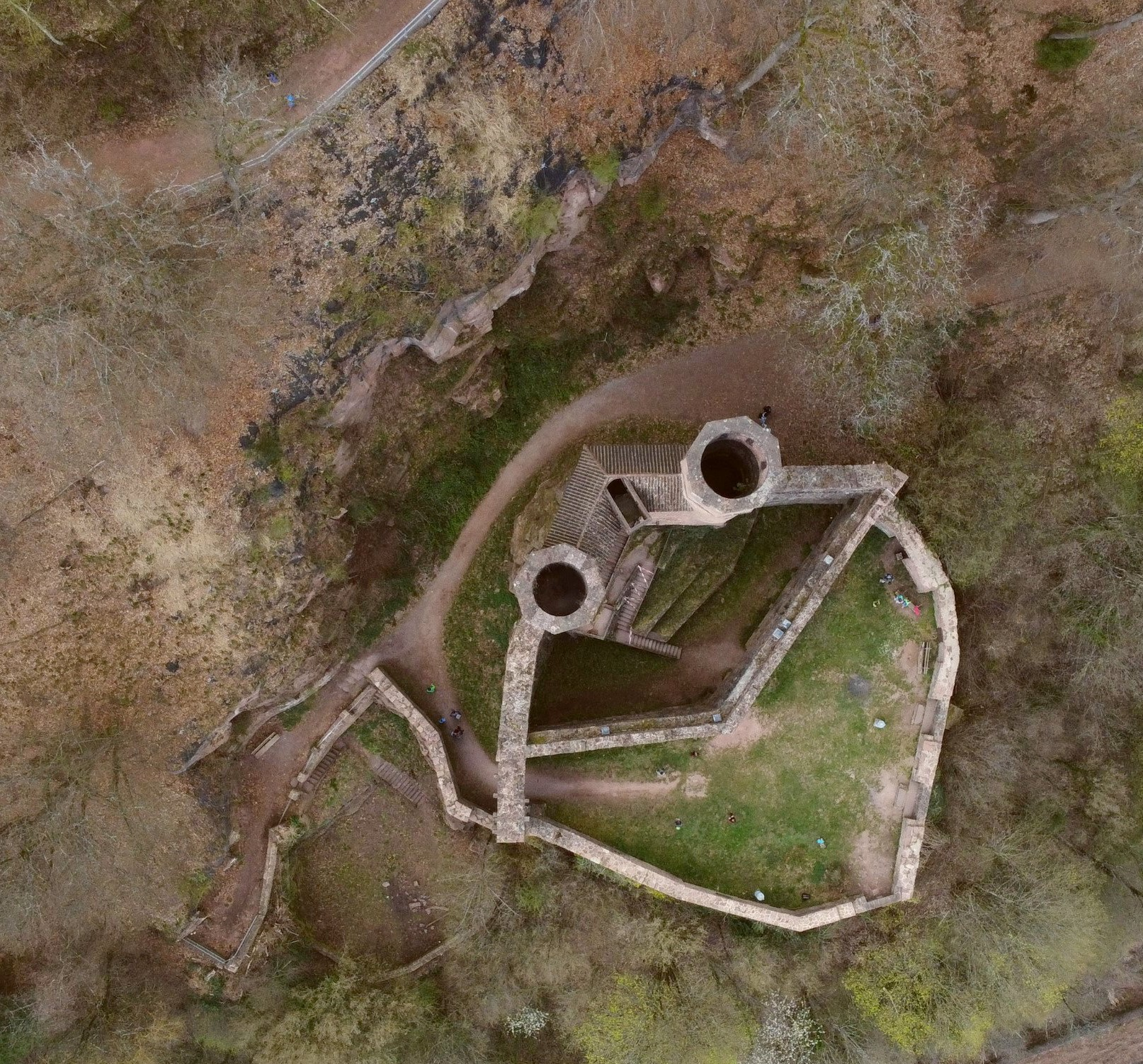
Gut erkennbarer Grundriss der Burg Schadeck in Neckarsteinach

Der Aufgang zur Burg war ursprünglich über einen Serpentinenweg möglich und später über einen in den Fels geschlagenen Halsgraben.
Statt des Bergfriedes verfügt die Burg über eine zweiflüglige Schildmauer, die mit der Spitze gegen das Felsmassiv zeigt. Auf der Schildmauer verläuft ein Wehrgang. Bei Umbauarbeiten im 15. Jahrhundert wurde der Palas in den geschützten, aber feuchten Winkel der Schildmauer verlegt und der Wehrgang erhielt an seinen beiden Enden jeweils einen Turm. Der achteckige Aufsatz auf dem nördlichen Turm stammt aus der Zeit der Romantisierung des 19. Jahrhunderts ähnlich der Mittelburg.
Eines der früheren Palasgebäude lag im jetzigen Hof, wo die noch sichtbaren Fensteröffnungen einen herrlichen Blick auf Neckarsteinach bieten und im Innern der Kernburg sind noch Reste von Wohngebäuden zu erkennen.

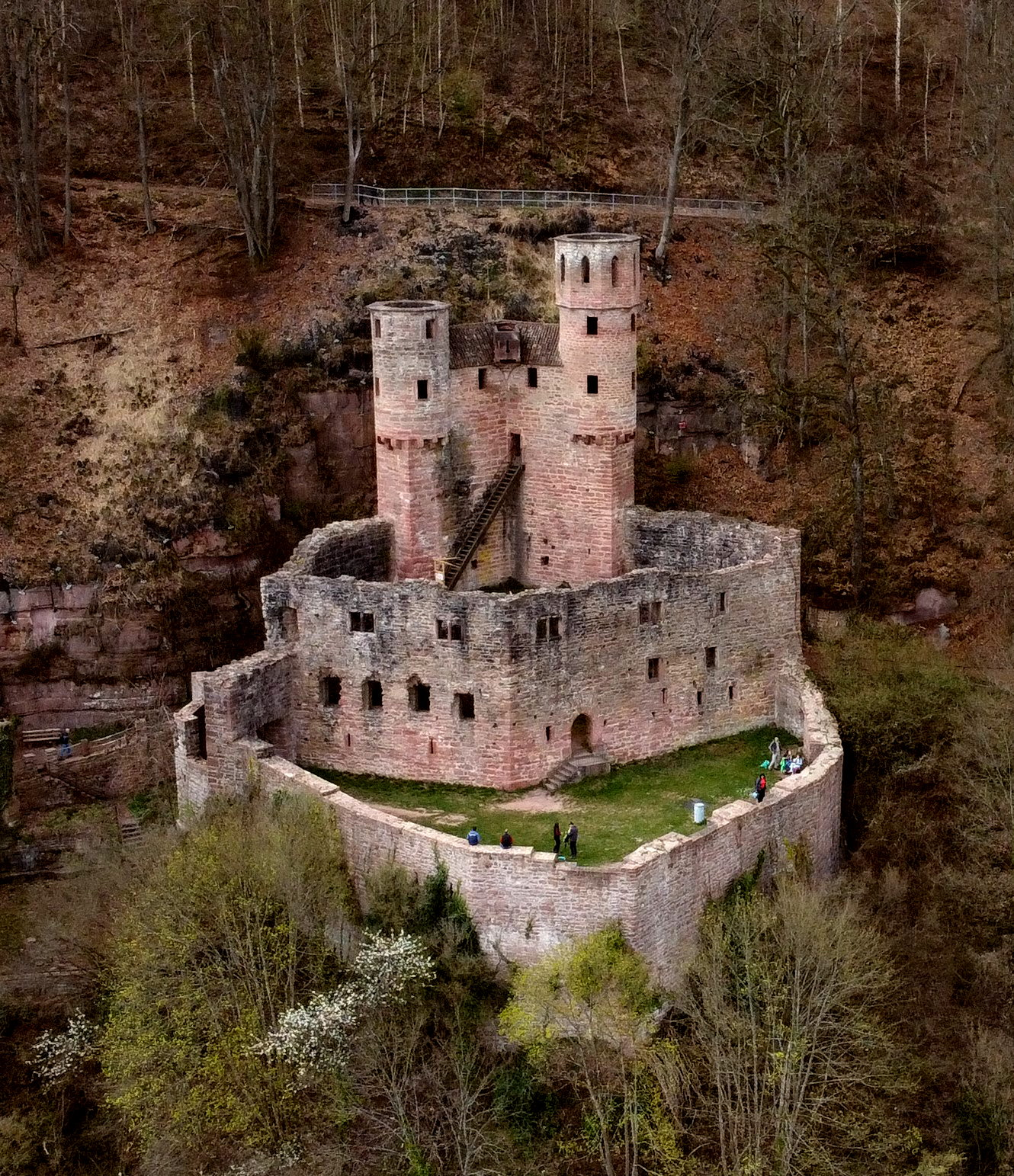
Burg Schadeck

## Rezeption
Um Neckarsteinach, die Landschad von Steinach und das Schwalbennest gibt es eine Vielzahl romantisch verklärter Sagen und Berichte. So erdachte auch der französische Dichter Victor Hugo im Jahr 1838 eine auf dem Schwalbennest angesiedelte Begebenheit:

„Aus einem der vier Bergfriede hat man einen Bauernhof gemacht, aus dem zweiten ein Sommerhaus. Die beiden anderen, die völlig verfallen, zerstört oder verlassen sind, haben mich besonders interessiert und mehrmals zur Rückkehr bewogen. Der eine hieß im 12. Jahrhundert und heißt heute noch Schwalbennest, weil er aufragt, als sei er von einer riesigen Schwalbe auf einem Felssockel an die Wand eines großen Sandsteinberges gebaut worden. Zu Zeiten Rudolfs von Habsburg war dies der Herrensitz eines schrecklichen Edelmanns und Raubritters, den man Bligger die Geißel nannte. Das ganze Tal von Heilbronn bis Heidelberg war die Beute dieses Sperbers mit Menschengesicht. Wie alle seinesgleichen wurde er vor den Reichstag befohlen. Bligger ging nicht hin. Der Kaiser belegte ihn mit dem Reichsbann. Bligger lachte nur darüber. Der Rheinische Bund entsandte seine besten Truppen und seine besten Heerführer, um das Schwalbennest zu belagern. Nach drei Ausfällen hatte die Geißel die Belagerer niedergemacht. Dieser Bligger war ein Krieger von gewaltiger Gestalt, der mit dem Arm eines Schmieds zuschlug. Schließlich exkommunizierte der Papst ihn samt all seinen Anhängern. Als Bligger hörte, wie am Fuße seiner Burgmauer einer der Herolde des Heiligen Römischen Reiches die Exkommunikationsbulle verlas, zuckte er nur mit den Schultern. Als er am nächsten Morgen erwachte, fand er seine Burg verödet, das Tor und die Ausfallpforte zugemauert. All seine Waffenträger hatten im Schutz der Nacht die verfluchte Zitadelle verlassen und die Ausgänge zugemauert. Einer von ihnen, der sich auf einem Bergfelsen versteckt hatte, von wo aus er das Schloßinnere beobachten konnte, sah Bligger die Geißel den Kopf senken und langsam in seinem Hof auf und ab marschieren. Er betrat keinen Augenblick den Bergfried, sondern ging allein bis zum Abend hin und her und ließ die Fliesen unter seinen eisernen Absätzen erschallen. Als die Sonne hinter den Hügeln von Neckargemünd versank, schlug der gefürchtete Burggraf der Länge nach auf das Pflaster. Er war tot. Sein Sohn konnte die Familie nur vom Kirchenbann befreien, indem er das Kreuz nahm und aus dem Heiligen Land den Kopf des Sultans mitbrachte, der noch heute im Wappenschild eines steinernen Ritters prangt, der Ulrich Landschad hieß, der Sohn Bliggers war und nun auf einem Grabmal in der Kirche von Steinach liegt. Dieses Adelsgeschlecht ist heute erloschen.“

Mark Twain beschreibt in seinem Buch Bummel durch Europa auch eine Floßfahrt auf dem Neckar von Heilbronn nach Heidelberg, bei der er auch an Neckarsteinach vorbeikam:
"Die anmutigen Turme und Zinnen der beiden mittelalterlichen Schlösser »Das Schwalbennest« und »Die Brüder« verstärkten den romantischen Eindruck der Landschaft um die Flussbiegung zu unserer Rechten."

## Sonstiges

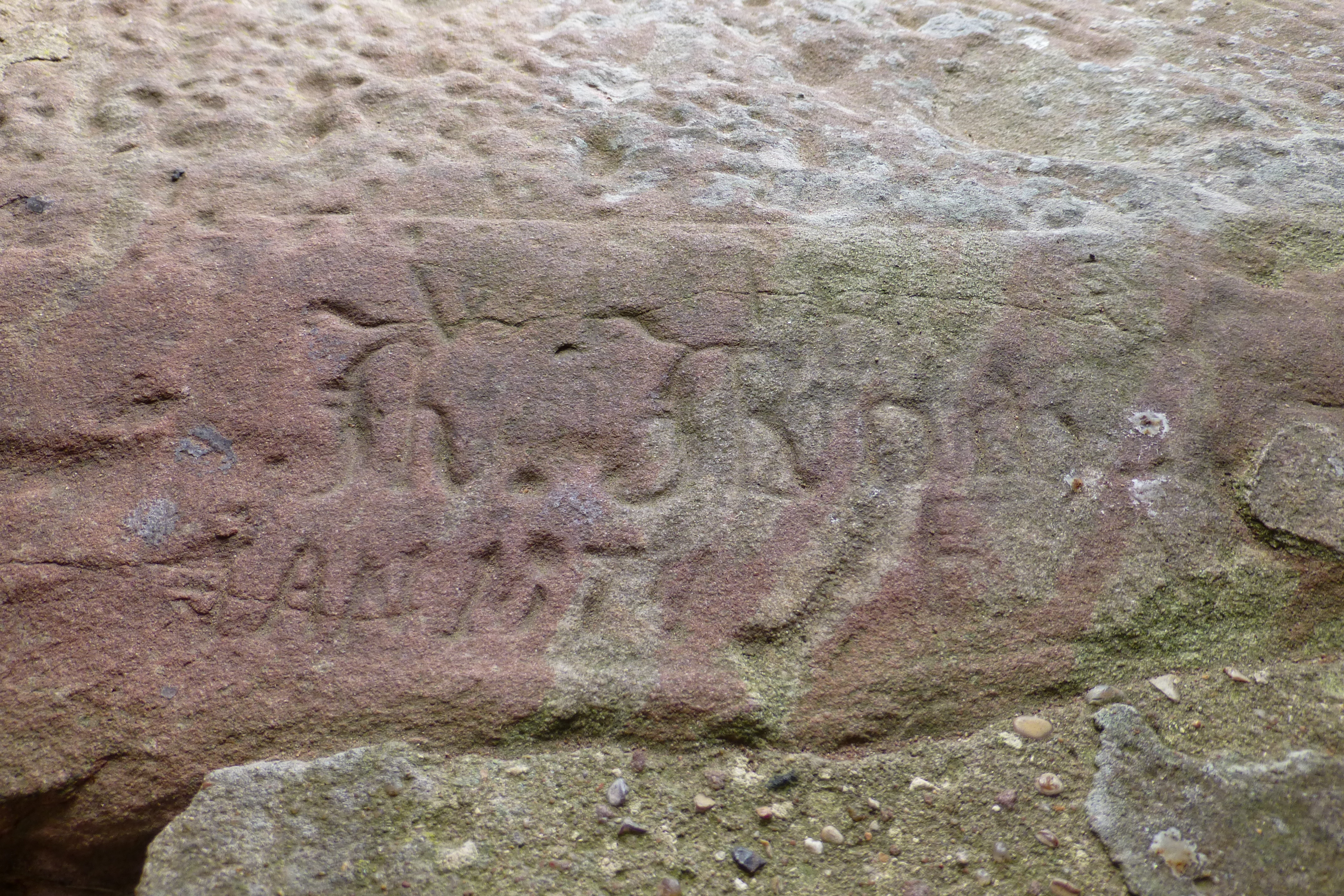
Eine Inschrift auf dem Turm der Burgruine Schwalbennest

Auf einem der oberen beiden Türme findet sich eine rätselhafte Inschrift, die ins Jahr 1871 verweist. Ob ein Zusammenhang mit dem Deutsch-Französischen Krieg besteht, konnte noch nicht geklärt werden.